# Episodi di Da Vinci's Demons (seconda stagione)
La seconda stagione della serie televisiva Da Vinci's Demons, composta da dieci episodi, è stata trasmessa dal canale statunitense via cavo Starz dal 22 marzo al 31 maggio 2014.
In Italia, la stagione è andata in onda in prima visione sul canale satellitare Fox dal 7 aprile al 9 giugno 2014.
Il cast principale di questa stagione è formato da Tom Riley, Laura Haddock, Blake Ritson, Elliot Cowan, Lara Pulver, James Faulkner, Gregg Chillin, Hera Hilmar, Eros Vlahos, David Schofield, Alexander Siddig, Tom Bateman, Allan Corduner, Michael Culkin, Nick Dunning, Elliot Levey, Shaun Parkes, Vincent Riotta, Estella Daniels, Carolina Guerra, Ian Pirie, Raoul Trujillo, Kieran Bew, Lee Boardman, Matthew Marsh, Ray Fearon, Richard Sammel, Jeany Spark.
| nº | Titolo originale         | Titolo italiano        | Prima TV USA   | Prima TV Italia |
| -- | ------------------------ | ---------------------- | -------------- | --------------- |
| 1  | The Blood of Man         | Il sangue dell'uomo    | 22 marzo 2014  | 7 aprile 2014   |
| 2  | The Blood of Brothers    | Fratelli               | 29 marzo 2014  | 14 aprile 2014  |
| 3  | The Voyage of the Damned | Il viaggio dei dannati | 5 aprile 2014  | 21 aprile 2014  |
| 4  | The Ends of the Earth    | Ai confini del mondo   | 12 aprile 2014 | 28 aprile 2014  |
| 5  | The Sun and the Moon     | Il Sole e la Luna      | 19 aprile 2014 | 5 maggio 2014   |
| 6  | The Rope of the Dead     | Il fiume del tempo     | 26 aprile 2014 | 12 maggio 2014  |
| 7  | The Vault of Heaven      | La volta celeste       | 3 maggio 2014  | 19 maggio 2014  |
| 8  | The Fall from Heaven     | La caduta dal paradiso | 10 maggio 2014 | 26 maggio 2014  |
| 9  | The Enemies of Man       | I nemici dell'uomo     | 17 maggio 2014 | 2 giugno 2014   |
| 10 | The Sins of Daedalus     | L'erede                | 31 maggio 2014 | 9 giugno 2014   |

## Il sangue dell'uomo
- Titolo originale: The Blood of Man
- Diretto da: Charles Sturridge
- Scritto da: David S. Goyer e Corey Reed

### Trama
Un salto di sei mesi dopo la congiura dei Pazzi mostra Leonardo Da Vinci e il conte Girolamo Riario tenuti prigionieri in una terra sconosciuta da un antico popolo indigeno. Nel presente, Riario e Francesco Pazzi fanno saltare la porta della sagrestia in cui Leonardo e Lorenzo de Medici si erano nascosti ai congiurati, ma i due riescono a salvarsi fuggendo dal condotto fognario della chiesa. Riario blocca l'ordine che avrebbe consentito all'esercito del duca di Urbino, Federico da Montefeltro, di marciare su Firenze mentre lui si sarebbe lanciato in prima persone all'inseguimento di Da Vinci e Lorenzo. Jacopo Pazzi è sulle tracce di Clarice Orsini e delle figlie, protette dal redento capitano Nazzareno Dragonetti, il quale tentava di scortarle al palazzo dei Medici, mentre il popolo fiorentino veniva plagiato dai proclami dei congiurati nel rivoltarsi contro il Magnifico. Dragonetti riesce a condurle al palazzo, ma quest'ultimo sarebbe potuto cadere da un momento all'altro sotto i colpi della gente in rivolta. Nelle fogne, Leonardo si rende conto che non sarebbero riusciti a scappare per via della ferita alla gola di Lorenzo. A tal proposito, inscena la sua morte per distrarre Riario, Francesco Pazzi e Lupo Mercuri, facendo crollare una parete in modo da far perdere le loro tracce. Leonardo conduce Lorenzo alla bottega di Verrocchio, mentre il palazzo dei Medici viene preso d'assedio dal popolo guidato dai Pazzi. Clarice dà ordine al comandante Quattrone di cercare suo marito dopo aver scoperto da quest'ultimo che era riuscito a fuggire insieme a Leonardo. Sotto tortura, Lucrezia è costretta a rivelare a Riario della decisione di Leonardo di imbarcarsi sul Basilisco a Pisa per raggiungere la Volta Celeste. Il conte, contravvenendo agli ordini di Sisto IV di impossessarsi di Firenze, si dirige a Pisa per anticipare le mosse di Da Vinci. Da Verrocchio, Leonardo si rende conto che l'unico modo per salvare il morente Lorenzo era quello di sfruttare le sue conoscenze mediche e dell'anatomia umana per effettuare una delle prime trasfusioni di sangue al mondo. Lo stesso Leonardo si offre di trasferire il suo stesso sangue per salvare il Magnifico, assistito da Verrocchio e Vanessa. Nel frattempo, Piero Da Vinci vorrebbe far trasferire Clarice e le sue figlie in un posto più sicuro, ma la donna non vuole abbandonare Lorenzo al suo destino e declina l'offerta. A Pisa, Zoroastro e Nico tentano di rimandare la partenza del Basilisco, ma scoprono troppo tardi che il capitano della nave aveva ceduto il comando dell'imbarcazione a Riario, che cattura i due amici di Da Vinci e s'impossessa della mappa dell'Abissino Solomon Ogbai e dell'astrolabio di Cosimo de Medici. Papa Sisto IV fa nuovamente visita al padre di Lucrezia, e tale incontro rivela i nomi dei due fratelli: Alessandro e Francesco della Rovere. Lucrezia e Zoroastro vengono gettati in mare da Riario, prima che quest'ultimo menzioni una certa Amelia che manda su tutte le furie la Donati, mentre al contrario Nico viene tenuto prigioniero sul Basilisco, il quale lascia Pisa per giungere nel Nuovo Mondo. In una visione pre morte, Al-Rahim sostiene tutta la sua delusione verso Leonardo, in quanto aveva preferito salvare Firenze piuttosto che andare alla ricerca del Libro delle Lamine, il quale correva il rischio di cadere nelle mani sbagliate. Lorenzo rinviene grazie alle trasfusioni di sangue e si avventa su Leonardo, deciso nel portare a termine la vendetta che gli aveva promesso.     
- Guest star: Sililo Martens, Andrew Brooke, Tim Faraday, Celyn Jones, Sean Jackson, Nicholas Rowe, Stephen Marzella, Ross O'Hennessy, Nicholas Asbury, Robert Horwell, Tom Knight, Ted Allpress.
- Ascolti USA: telespettatori 578.000 – rating 18-49 anni 0,22%[3]

## Fratelli
- Titolo originale: The Blood of Brothers
- Diretto da: Peter Hoar
- Scritto da: Jami O'Brien

### Trama
Alla notizia della morte del fratello Giuliano e del caos in cui versava Firenze, Lorenzo abbandona i suoi propositi di vendetta e quando Vanessa gli confessa di portare in grembo suo nipote, decide di prendere in mano la situazione di persona. Lucrezia e Zoroastro riescono a salvarsi dall'annegamento grazie alle abilità da scassinatore del meticcio, il quale libera entrambi dalle catene. Sul Basilisco, Riario confessa a Nico di averlo risparmiato in quanto in lui rivedeva sé stesso da giovane. Al palazzo dei Medici, Clarice deve vestire i panni del marito quando si ritrova a fronteggiare i signori Sassetti e Portinari, rispettivamente direttori della Banca dei Medici e della sua filiale a Londra, i quali avanzavano la richiesta di prendere possesso della Banca ora che Lorenzo era molto probabilmente morto. Nel frattempo, Leonardo si rende conto che condurre Lorenzo fino a palazzo Medici era impossibile per via della folla in tumulto, così piazza degli enormi piatti di ottone intorno all'intero perimetro della piazza principale, in modo da far riecheggiare in tutta la città la voce di un uomo che si sarebbe appostato in cima alla torre più alta. Lorenzo ha così la possibilità di parlare al proprio popolo per la prima volta dall'inizio della congiura dei Pazzi. Il commovente discorso tenuto dal Magnifico verso la propria gente fa sì che i fiorentini si ribellino alla causa dei Pazzi. Stefano da Bagnone e Jacopo Pazzi vengono giustiziati direttamente dai cittadini, mentre Francesco Pazzi e il cardinale Orsini vengono portati al cospetto dei Medici. Scongiurata la minaccia dei Pazzi da Lorenzo, Sisto IV si rivolge al Re di Napoli, Ferdinando I di Napoli, e suo figlio Alfonso, duca di Calabria, per piegare al proprio volere i Medici e la Repubblica di Firenze. Il Magnifico tenta nuovamente di convincere Leonardo a restare, ma Da Vinci è deciso a salpare per la Volta Celeste. Clarice dichiara al fratello, il cardinale Orsini, che non avrebbe avuto nessuno sconto e sarebbe stato giustiziato insieme a Francesco Pazzi, giurando a quest'ultimo che avrebbe fatto cancellare la sua dinastia dalla faccia della terra e che l'appellativo "Pazzi" in futuro sarà ricordato soltanto per indicare qualcuno fuori di senno. Sul Basilisco, una serva di colore, Zita, aiuta Riario nel decifrare la mappa dell'Abissino, e i due successivamente si abbandonano ai piaceri carnali. Zoroastro fa ritorno da Verrocchio informando Leonardo degli eventi accaduti a Pisa. Da Vinci avrebbe potuto riprodurre a memoria la mappa di Solomon ma dovevano trovare una nuova nave per raggiungere Riario e Nico. Lucrezia gli indica un uomo che si occupava delle importazioni e delle esportazioni dei carichi navali a Pisa e che forse avrebbe potuto aiutarli: Amerigo Vespucci, vecchia conoscenza di Zoroastro. Leonardo e Lucrezia si salutano per l'ultima volta prima di prendere strade diverse. Il giorno dopo, Orsini e Pazzi vengono impiccati in piazza mentre Leonardo e Zoroastro incontrano Vespucci. Vanessa viene portata al palazzo dei Medici mentre Lorenzo può finalmente piangere il corpo del fratello. Il Magnifico viene convinto dalla buona fede di Leonardo nel voler trovare il Libro delle Lamine, donandogli la spada che Cosimo de Medici aveva tramandato a Giuliano e chiedendogli di fare ritorno a Firenze con qualsiasi conoscenza contenuta nel Libro in grado di salvare la loro città.     
- Guest star: Kyle Rees, Roger Evans, Nicholas Rowe, Stephen Marzella, Darren Clarke, John Hollingworth, Andrew Brooke, Isabella Blake-Thomas.
- Ascolti USA: telespettatori 240.000 – rating 18-49 anni 0,10%[4]

## Il viaggio dei dannati
- Titolo originale: The Voyage of the Damned
- Diretto da: Peter Hoar
- Scritto da: Brian Nelson

### Trama
A Pisa, Leonardo si traveste da conte Riario per requisire la Sentinella, la nave indicatagli da Amerigo Vespucci. Il piano fallisce nel momento in cui l'affittuario dell'imbarcazione, il duca di Calabria, Alfonso d'Aragona, scopre il trucco di Da Vinci costringendo lui, Zoroastro e Vespucci a fuggire in fretta e furia. Dopo aver ricevuto la notizia dell'esecuzione in piazza del cardinale Orsini il quale recava al momento dell'impiccagione gli abiti ecclesiastici, Sisto IV decide di scomunicare l'intera Repubblica di Firenze. La notizia giunge subito alle orecchio di Lorenzo, Clarice e Piero, capendo che in questo modo Firenze veniva tagliata fuori da qualsiasi aiuto economico o bellico proveniente dagli altri stati cristiani sia italiani che esteri. Mentre Alfonso mette una taglia sulla testa di Da Vinci, quest'ultimo pianifica l'evasione degli schiavi della Sentinella in modo da scatenare una rivolta e assumere il controllo della nave. A tal scopo, progetta un sommergibile in grado di raggiungere la Sentinella e fare irruzione dalla stiva. A Firenze, a causa della scomunica molta gente decide di abbandonare la città, spingendo Lorenzo nel prendere la decisione di dirigersi in incognito a Napoli insieme a Piero per parlare con il Re Ferrante, lasciando la guida della Repubblica alla moglie Clarice tra la disapprovazione generale di Sassetti e Portinari, i quali mal digerivano l'idea di vedere una donna al comando. A Roma, Lucrezia, grazie all'aiuto del sicario asiatico Quon Shang, sequestra il cardinale Lupo Mercuri, dicendogli che imprigionato a Castel Sant'Angelo c'era una persona a cui lui teneva molto. Vespucci non si mostra d'accordo con il piano di Leonardo nel costruire un sommergibile e abbandona sia lui che Zoroastro. Clarice si confida con Lorenzo, mostrandogli i suoi dubbi riguardante il suo viaggio verso Napoli, e tra i due c'è un momento di tensione quando la donna, frustrata, sfregia il ritratto di Lucrezia e confessa al marito che era lei la spia di Riario. L'indomani, travestiti da mercanti, Lorenzo e Piero partono alla volta del regno di Ferrante. Leonardo e Zoroastro s'immergono nel sommergibile per raggiungere la Sentinella mentre, con la scusa di vendere Da Vinci ad Alfonso, Amerigo riesce a salirne a bordo. Lupo Mercuri raggiunge il padre di Lucrezia a Castel Sant'Angelo, e l'uomo gli confessa che era lui il vero Papa, il vero Francesco della Rovere, mentre l'attuale pontefice altri non era che il suo fratello gemello, Alessandro, il quale si era scambiato a lui molti anni prima. Per verificare la veridicità di quelle parole, Francesco confida a Lupo qualcosa che solo loro due sapevano: il motivo per il quale aveva scelto Sisto come nome papale. A Firenze, alla corte di Clarice si presenta Carlo de Medici, figlio illegittimo di Cosimo, tornato per offrire aiuto alla sua famiglia minacciata da Roma. Leonardo e Zoroastro, a bordo del sommergibile, giungono presso la stiva della Sentinella mentre sul ponte Vespucci provoca un piccolo incendio per creare un diversivo. Zoroastro si occupa nel liberare dalle catene gli schiavi caucasici e africani, mentre Leonardo corre a distrarre il duca Alfonso, trovandolo nell'abusare di una delle schiave caucasiche, Yana. I due iniziano a duellare ma Alfonso si rivela nettamente superiore nell'uso delle spade. Leonardo va in difficoltà ma l'arrivo degli schiavi liberati gli salva la vita. Lucrezia chiede a Lupo Mercuri di farle incontrare suo padre ora che aveva scoperto la verità, mentre sulla Sentinella Leonardo fa tornare Alfonso a Pisa su una scialuppa e promette agli schiavi, sua nuova ciurma, la libertà una volta giunti nel Nuovo Mondo. Il Turco incontra nuovamente Da Vinci, dicendogli che il prezzo da pagare per aver deviato dal percorso stabilito dal destino per lui era il sangue che sarà versato di coloro che lo accompagnano.   
- Guest star: Nicholas McGaughey, Andrew Brooke, Benjamin Farmiloe, Michael Geary, Darren Clarke, Ross O'Hennesy, John Hollingworth, Tom Wu, Tyrone Lopez, Chinna Wodu, Velibor Topić, Dilan Gwyn, Celyn Jones.
- Ascolti USA: telespettatori 263.000 – rating 18-49 anni 0,10%[5]

## Ai confini del mondo
- Titolo originale: The Ends of the Earth
- Diretto da: Charles Sturridge
- Scritto da: Marco Ramirez

### Trama
Leonardo, Zoroastro e Vespucci navigano ormai da settimane seguendo i calcoli e le osservazioni astronomiche di da Vinci, ma gli schiavi rimasti progettano l'ammutinamento; il tentativo di Leonardo di convincerli della correttezza dei suoi studi e della rotta tracciata fallisce, e sono costretti ad imprigionare nuovamente i caucasici per evitare che prendano possesso della nave. Successivamente un'illuminazione colpisce il genio fiorentino, portandolo a comprendere come non sia il sole a girare attorno alla terra ma l'opposto, e a riformulare totalmente i suoi calcoli e la rotta per il Nuovo Mondo. Ma gli schiavi, nel frattempo, si sono tolti la vita a vicenda, terrorizzati dall'idea di essere condotti a morire ai confini del mondo, lontano dalla terra dei loro antenati. Solo Yana sopravvive.
A Roma, Lucrezia incontra suo padre nelle segrete di Castel Sant'angelo, e lo implora di essere messa a conoscenza dei suoi piani: seguendo le sue indicazioni, trafuga la spada di Osman Gazi, fondatore dell'Impero ottomano.
Lorenzo e Piero sono catturati dai soldati di re Ferrante dopo uno scontro con un chierico corrotto, e condotti a Napoli.
Il Basilisco, come profetizzato, è colto da una terribile tempesta, non essendovi Leonardo a bordo. 
- Guest star: Tom Knight, Andrew Brooke, Llinos Daniel, Chinna Wodu, Ruby Stokes, Nicholas McGaughey, Jason May, Ryan Davies, Velibor Topić, Tom Wu, Dilan Gwyn, Ciaran Rees, Thomas Rees, Simon Winkler.
- Ascolti USA: telespettatori 317.000 – rating 18-49 anni 0,13%[6]

## Il Sole e la Luna
- Titolo originale: The Sun and the Moon
- Diretto da: Jon Jones
- Scritto da: Dan Hess e Corey Reed

### Trama
Leonardo e il suo equipaggio raggiungono il Nuovo Mondo. Qui vengono rapiti da un popolo indigeno ostile e crudele e dovranno affrontare prove terribili. Intanto Piero e Lorenzo giunti a Napoli cercano di salvare Firenze con l'aiuto di Ippolita ma vengono drogati da Alfonso. Re Ferrante mostra a Lorenzo la sua passione di imbalsamare uomini e gli dice che o lo convincerà a stare dalla sua parte o diventerà un trofeo anche lui. 
- Guest star: Jem Wall, Jason May, Dilan Gwyn, James Ashton, Joe Coen, John Hollingworth, Darren Clark, Joey Tadiar, Sililo Martens, Luis Miller, Shane McIntosh.
- Ascolti USA: telespettatori 219.000 – rating 18-49 anni 0,05%[7]

## Il fiume del tempo
- Titolo originale: The Rope of the Dead
- Diretto da: Jon Jones
- Scritto da: David S. Goyer e Matt Frac

Trama
Prove durissime attendono Leonardo e Riario nella loro ricerca del Libro delle Lamine:La Regina degli indigeni svela a Leonardo alcuni interessanti segreti riguardanti il libro e sua madre, Ella gli spiega che dovranno unirsi spiritualmente e fisicamente per raggiungere la volta celeste, per fare ciò Leonardo e Riario dovranno affrontare una prova, che terminerà con la morte di una persona cara a quest'ultimo.
Intanto a Napoli Piero e Lorenzo vengono tenuti nelle segrete di Re Ferrante, Lorenzo comincerà a credere di vedere e sentire suo fratello morto e  prende parte al mortale Gioco del Traci riuscendo a risultare vincitore grazie ai consigli di suo fratello.
- Guest star: Huw Higginson, Sam O'Mahony, Ruby Stokes, Tom Wu.
- Ascolti USA: telespettatori 185.000 – rating 18-49 anni 0,06%[8]

## La volta celeste
- Titolo originale: The Vault of Heaven
- Diretto da: Peter Hoar
- Scritto da: Brian Nelson e Marco Ramirez

### Trama
La ricerca del Libro delle Lamine non solo sta mettendo alla prova il limite estremo del genio di Leonardo, ma mette in pericolo mortale lui e i suoi alleati, che devono guardarsi anche da un nemico interno. Le prove vengono affrontate portando alla scoperta della volta celeste ma ancora un ultimo enigma aspetta Leonardo" dov'è sua madre e perché ne sente la voce".  Intanto a Costantinopoli, Lucrezia colpisce il figlio del Sultano, A firenze Clarice vive una travolgente passione con carlo De Medici.
- Guest star: Karim Zeroual, Akin Gazi, Tom Wu, Sam Vincenti, John Hollingworth.
- Ascolti USA: telespettatori 186.000 – rating 18-49 anni 0,05%[9]

## La caduta dal paradiso
- Titolo originale: The Fall from Heaven
- Diretto da: Peter Hoar
- Scritto da: Jonathan Hickman e Corey Reed

### Trama
Mentre Leonardo e Riario attendono la morte, Zoroastro prepara un piano di fuga insieme a Nico. Intanto a Napoli Lorenzo cerca ancora di farsi ricevere dal folle Re Ferrante.
Leonardo con abile mossa assieme a Riario riescono ad avere la meglio sul capo indigeno cominciando così a prendere tempo nell'attesa che Zoroastro crei un diversivo per permettere loro la fuga, una grande esplosione sarà il diversivo che li porterà in salvo, Leonardo allora ritornerà nel passaggio della volta celeste per decifrare l'ultimo enigma.
Intanto a Firenze le cose peggiorano, a stringerla nella sua morsa sono le truppe del duca Federico.
Lorenzo crede di aver raggiunto finalmente il suo scopo quando ad interrompere il discorso con Re Ferrante arriva no il Papa e Il principe Alfonso.
- Guest star: Jilly Breeze, Steven Elliott, Richard Jacobs, Gerard Horan, Akin Gazi, Tom Wu, Raymond Coulthard, Sasha Behar, Peter Stark.
- Ascolti USA: telespettatori 208.000 – rating 18-49 anni 0,09%[10]

## I nemici dell'uomo
- Titolo originale: The Enemies of Man
- Diretto da: Justin Molotnikov
- Scritto da: Brian Nelson e Marco Ramirez (soggetto), Allison Moore e Marco Ramirez (sceneggiatura)

### Trama
Leonardo torna a Firenze, dove trova il Duca Federico che governa la città col pugno di ferro. Con l'aiuto di Carlo, Leonardo scatenerà contro il tiranno una delle sue più temibili invenzioni.
- Guest star: Sasha Behar, Raymond Coulthard, Tim Faraday, Scott Arthur, Simon Holland Roberts, Roger Evans, Akin Gazi.
- Ascolti USA: telespettatori 288.000 – rating 18-49 anni 0,11%[11]

## L'erede
- Titolo originale: The Sins of Daedalus
- Diretto da: Peter Hoar
- Scritto da: Brian Nelson e Corey Reed (soggetto), Corey Reed e Marco Ramirez (sceneggiatura)

### Trama
Leonardo arriva ad Otranto in cerca di vendetta. Qui, la flotta ottomana si accinge ad attaccare l'Italia. Per respingere la terribile minaccia, verrà stretta un'alleanza alquanto improbabile.
- Guest star: Ned Dennehy, Jack Parry-Jones, Akin Gazi, Sasha Behar, Raymond Coulthard, Kai Owen, Nathan Sussex, Brendan Charleson.
- Ascolti USA: telespettatori 254.000 – rating 18-49 anni 0,09%[12]